# Gelmerbahn

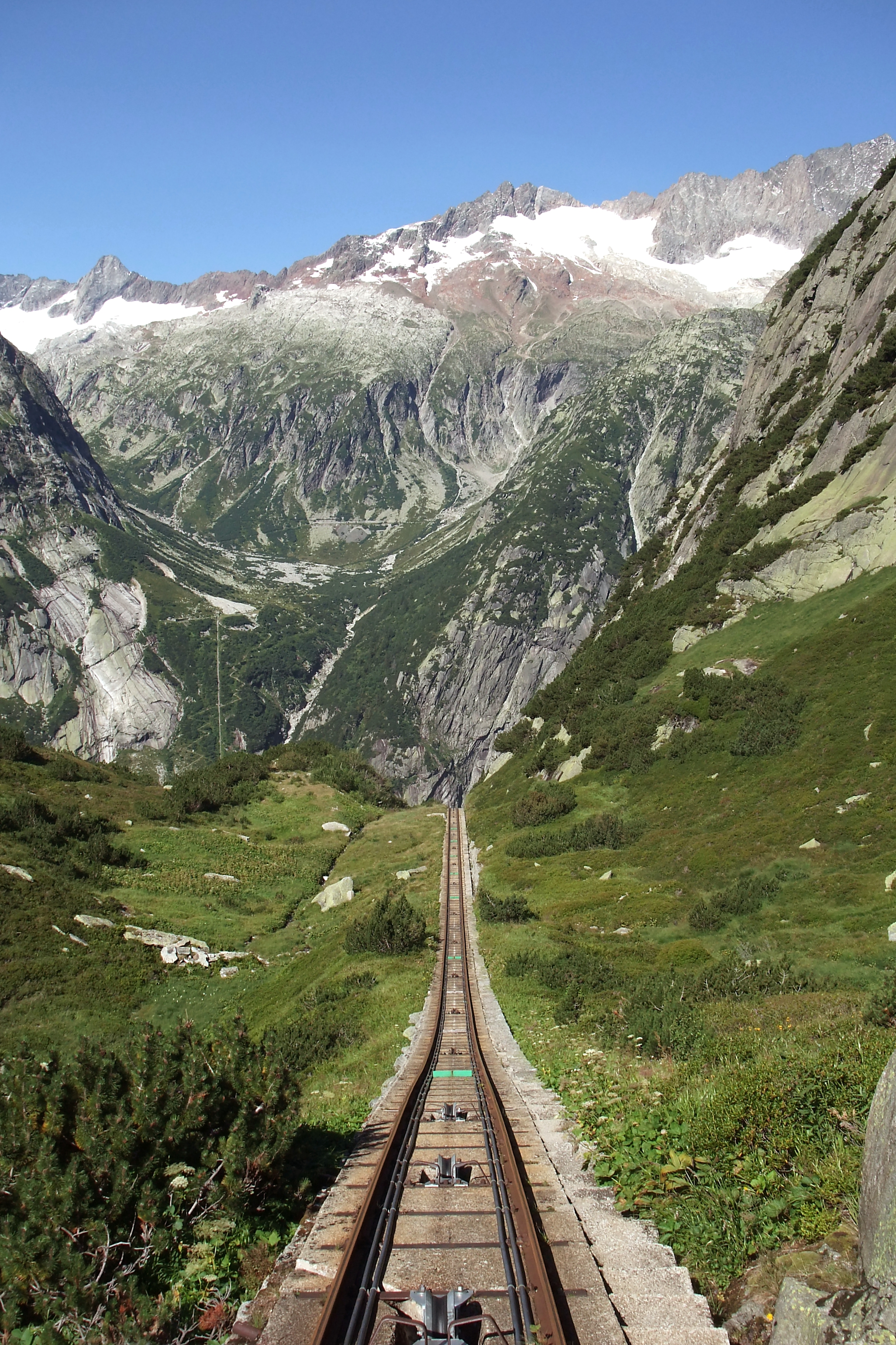
Vue de la ligne depuis la station supérieure.

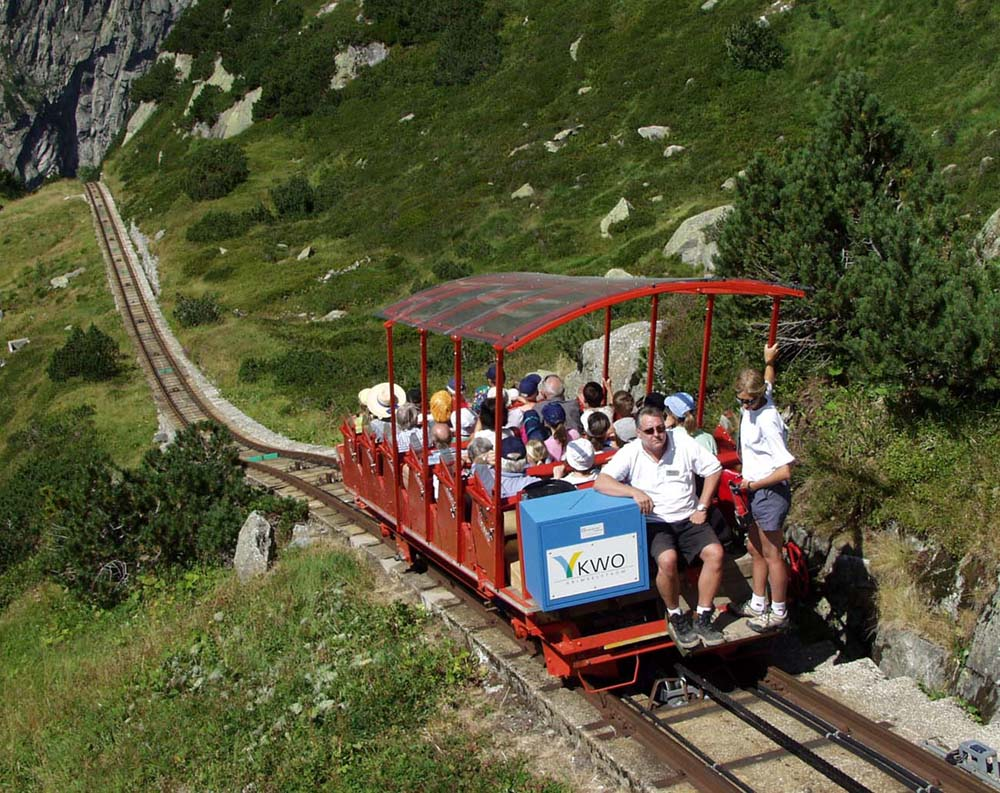
La voiture juste au-dessous de la station supérieure.

Le Gelmerbahn (« train de Gelmer ») est un funiculaire situé dans le canton de Berne en Suisse. Il relie Handegg (Guttannen) dans le Haslital (la haute vallée de la rivière Aar) au Gelmersee,. Avec une pente de 106 %, le Gelmerbahn est le deuxième funiculaire le plus pentu du monde après le funiculaire Schwyz-Stoos.

## Situation
Depuis la route du col du Grimsel (H6), la station inférieure de Handegg est accessible par une passerelle enjambant les chutes de Handegg. Le funiculaire est notamment accessible par un service de car postal. La ligne fonctionne de début juin à la mi-octobre.

## Histoire
Le funiculaire a été construit à l'origine pour faciliter la construction du Gelmersee, un réservoir construit en 1926 dans le but d'exploiter les ressources hydroélectriques de la région. Son ouverture au public a lieu le 4 août 2001. La ligne est détenue et exploitée par Kraftwerke Oberhasli AG (KWO), société également propriétaire de la centrale électrique.

## Caractéristique
| Nombre de voitures    | 1                                                                        |
| Nombre d'arrêts       | 3                                                                        |
| Configuration         | Voie unique sans croisement                                              |
| Longueur de la ligne  | 1 028 m                                                                  |
| Dénivelé              | 448 m                                                                    |
| Pente maximale        | 106 %                                                                    |
| Écartement de la voie | 1 000 mm                                                                 |
| Vitesse               | 2 m/s                                                                    |
| Temps de trajet       | 10 min                                                                   |
| Capacité              | 24 passagers par voiture ; 60 personnes par heure dans chaque direction. |